# STS–98
Az STS–98 jelű küldetés az amerikai űrrepülőgép-program 102., a Atlantis űrrepülőgép 23. repülése.

## Jellemzői
A beépített kanadai Canadarm2 (RMS) manipulátor kart 50 méter kinyúlást biztosított (műholdak indítás/elfogása, külső munkák [kutatás, szerelések], hővédőpajzs külső ellenőrzése) a műszaki szolgálat teljesítéséhez.

## Első nap
Eredetileg 2001. január 19-én indult volna, de technikai okok miatt bontani kellett az előkészületet. Február 7-én a szilárd hajtóanyagú gyorsítórakéták, Solid Rocket Booster(SRB) segítségével Floridából, a Cape Canaveral (KSC) Kennedy Űrközpontból, a LC39–A (LC–Launch Complex) jelű indítóállványról emelkedett a magasba. Az orbitális pályája 92 perces, 51,6 fokos hajlásszögű, elliptikus pálya perigeuma 365 kilométer, az apogeuma 378 kilométer volt. Felszálló tömeg indításkor 115 529 kilogramm, leszálló tömeg 90 225 kilogramm. Szállított hasznos teher 14 515 kilogramm

## Hasznos teher
Destiny kutatómodult szállította, amit az Unity kikötőmodulhoz csatlakoztattak. Marsha Ivins működtette a Canadarm2 robotkart. A Destiny kutatómodul legfőbb feladata, hogy a kereskedelmi megrendelésekhez biztosítsa a gyártási feltételeket (gyógyszeralapanyagok). A laboratórium alumíniumból készült. Külső felületét szigetelő burkolattal látták el. Belső tere három szakaszra van bontva, benne 23 tárolórekesz (jobbra, balra és a fejek fölött 6-6, középen, a fedélzeten öt. Berendezése biztosítja az előírt kutatási (gyártási) programok végzését. Rendelkezik az életfeltételek biztosításával (elektromos energia, víz, levegő, hőmérséklet- és páratartalom szabályozásával). Az ajtók nyithatók kívülről és belülről, de nyomásbiztos retesszel vannak ellátva. A kutató modulon kívül logisztikai anyagokat (víz, élelmiszer, ruházat, szerelési eszközök- és anyagok, műszerek) szállított. Visszafelé elszállította a szemetet.
Az első alkalom, hogy a Nemzetközi Űrállomáson legénység tartózkodhatott. Elvégezték a 100. űrsétát.

### Űrséták
Az első űrsétán megtörtént a Destiny kicsomagolása és befejeződött a kábelek csatlakoztatása. A második EVA során elősegítették a Canadarm2 mozgását, hogy a Destiny kutatómodult dokkoltatni lehessen az Unity kikötőmodulhoz. A harmadik EVA során rögzítették a tartalék kommunikációs antennát, elvégezték a külső ellenőrzéseket (dokkolás hermetikusságát, napelemek stabilitását, a külső kamera üzemképességét).
(zárójelben a dátum és az időtartam)
- EVA 1: Jones és Curbeam (2001. február 10., 7 óra 34 perc)
- EVA 2: Jones és Curbeam (2001. február 12., 6 óra 50 perc)
- EVA 3: Jones és Curbeam (2001. február 14., 5 óra 25 perc)

## Tizenkettedik nap
2001. február 20-án Kaliforniában az Edwards légitámaszponton (AFB) szállt le. Összesen 12 napot, 21 órát és 21 percet töltött a világűrben. 8 500 000 kilométert (5 300 000 mérföldet) repült, 171 alkalommal kerülte meg a Földet. Egy különlegesen kialakított Boeing 747 tetején visszatért kiinduló bázisára.

## Személyzet
(zárójelben a repülések száma az STS–98 küldetéssel együtt)
- Kenneth Dale Cockrell (4), parancsnok
- Mark Lewis Polansky (1), pilóta
- Robert Lee Curbeam (2), küldetésfelelős
- Marsha Ivins (5), küldetésfelelős
- Thomas David Jones (4), küldetésfelelős

### Visszatérő személyzet
- Kenneth Dale Cockrell (4), parancsnok
- Mark Lewis Polansky (1), pilóta
- Robert Lee Curbeam (2), küldetésfelelős
- Marsha Ivins (5), küldetésfelelős
- Thomas David Jones (4), küldetésfelelős